# Коук Юнайтед
«Коа Юнайтед» (англ. Coagh United FC) — североирландский футбольный клуб из города Коа, в графстве Тирон. «Коа Юнайтед» основанный в 1970 году, с 2004 года участвовал в первом дивизионе, выиграв второй дивизион в сезоне 2003/04. При этом команда выиграла 16 матчей, 2 матча сыграла вничью, и 4 матча проиграла (набрав 50 очков, перегнав на 4 очка Данделу). Забила 60 мячей и пропустила 28 (разница в 32 мяча).

## Достижения
- Второй Чемпионшип
  - Победитель (2): 2003/04, 2011/12
- Региональная лига
  - Победитель: 1996/97
- Любительская региональная лига
  - Победитель (2): 1986/87, 1987/88
- Региональная лига Колрейна
  - Победитель (2): 1980/81
- Кубок центрального Ольстера
  - Обладатель: 1991/92
- Кубок Тирона
  - Обладатель: 1994/95
- Кубок Бордера
  - Обладатель: 1995/96
- Кубок Боба Рэдклифа
  - Обладатель (2): 1988/89, 2006/07
- Кубок Бенбурна
  - Обладатель (3): 1986/87, 1987/88, 1992/93
- Кубок Эймон Келли
  - Обладатель: 1988/89

## Руководство
- Президент: Дэвид Джэймсон
- Председатель: Брайн Даллас
- Вице-Председатель: Дэсмонд Даллас
- Пресс-атташе: Эррол Хассин
- Секретарь: Найджл Хэйган
- Тренеры: Стефан Апричард и Ноэл Митчел

## Контактная информация
- Coagh United Football Club, Hagan Park, 11 Ballinderry Road, Coagh, Cookstown, Co Tyrone, N Ireland.

- Телефон: 028 86736073